# 鳥取縣道38號倉吉福本線

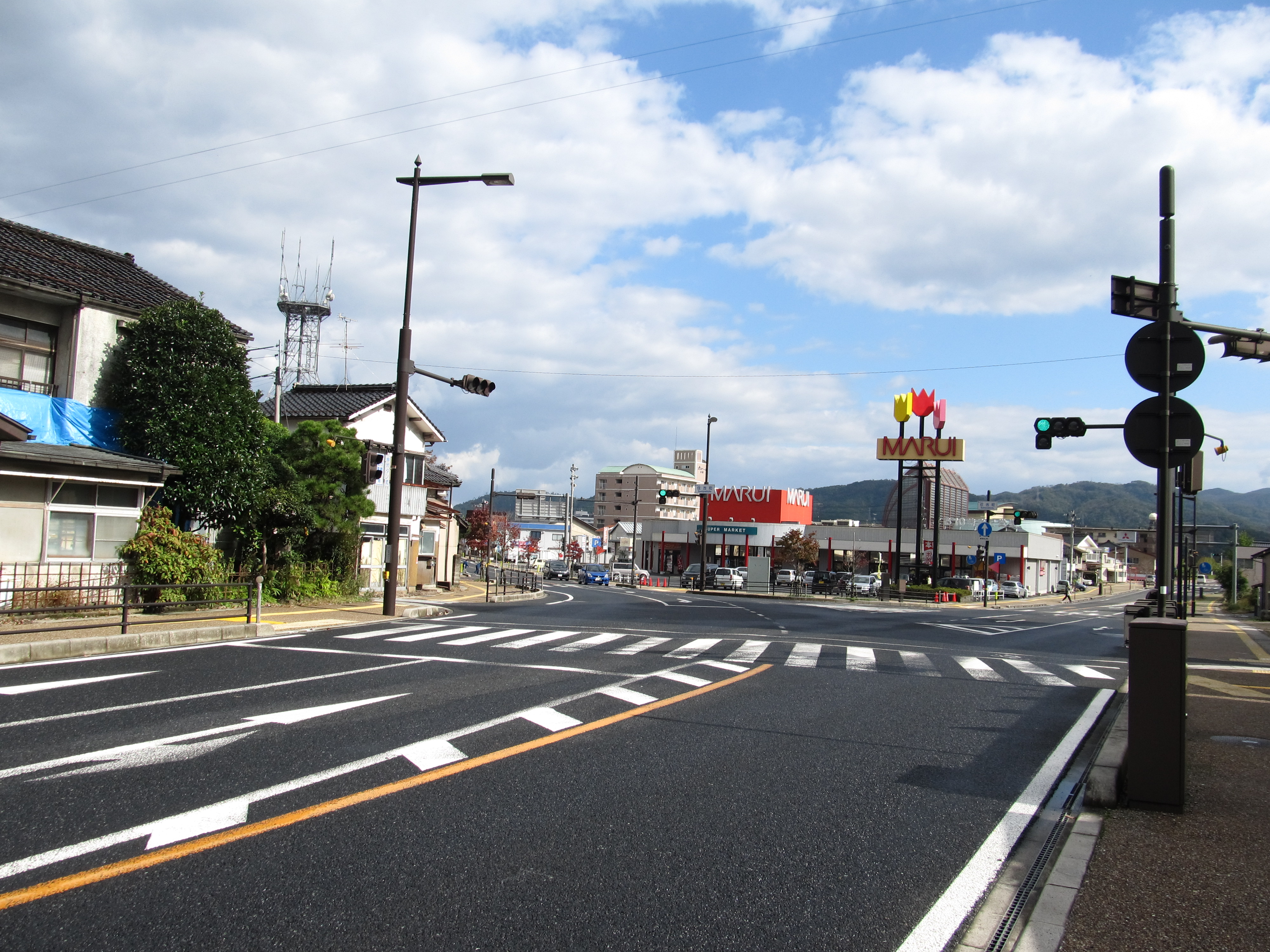
倉吉市、住吉町交差點

鳥取縣道38號倉吉福本線為鳥取縣倉吉市至同縣東伯郡三朝町之 主要地方道。

## 概要
- 起點：鳥取縣倉吉市東巖城町・中部綜合事務所先交差點（國道179號・鳥取縣道21號鳥取鹿野倉吉線（鳥取縣道22號倉吉青谷線共線）交點）
- 終點：鳥取縣東伯郡三朝町福本（國道482號交點）
- 総延長：
- 未開通路段：鳥取縣倉吉市廣瀨 - 鳥取縣東伯郡三朝町福山

## 通過市町村
- 鳥取縣倉吉市
- 鳥取縣東伯郡三朝町

## 共線路段
- 鳥取縣道205號木地山倉吉線（倉吉市住吉町 - 倉吉市湊町）
- 鳥取縣道312號倉吉環狀線（倉吉市八幡町 - 倉吉市下大江）
- 鳥取縣道309號大柿上古川線（倉吉市岩倉 - 倉吉市廣瀨）

## 連接道路
- 國道179號、鳥取縣道21號鳥取鹿野倉吉線（鳥取縣道22號倉吉青谷線共線）（倉吉市東巖城町・中部綜合事務所先交差點）
- 鳥取縣道205號木地山倉吉線（倉吉市住吉町）
- 鳥取縣道205號木地山倉吉線（倉吉市湊町）
- 倉吉市道仲之町明治町2丁目線（倉吉市仲之町）
- 鳥取縣道312號倉吉環狀線（倉吉市八幡町）
- 鳥取縣道312號倉吉環狀線（倉吉市下大江）
- 鳥取縣道309號大柿上古川線（倉吉市岩倉）
- 鳥取縣道309號大柿上古川線（倉吉市廣瀨）
- 鳥取縣道306號福本關金線（三朝町福本）
- 國道482號（三朝町福本）